# NGC 7327
NGC 7327 is een ster in het sterrenbeeld Pegasus. Het hemelobject werd in 1882 ontdekt door de Duitse astronoom Ernst Wilhelm Leberecht Tempel.